# Drotrecogin alfa
Drotrecogin alfa är ett läkemedel (Xigris) för kliniskt bruk av svår sepsis. Läkemedlet består av det kroppsegna protein C som reglerar koagulationen.